# 김준완
김준완(金準完, 1991년 1월 20일 ~ )은 전 KBO 리그 키움 히어로즈의 외야수이자, 현 KBO 리그 키움 히어로즈의 외야수비 코치이다. 그의 어머니는 대한민국의 트로트 가수 신은주이다.

## 선수 시절

### 아마추어 시절
고려대학교의 주장이자 리드오프로 활약했지만 프로 지명을 받지 못했다. 하지만 당시 장충고등학교 야구부의 감독이었던 유영준의 추천으로 NC 다이노스에 입단했다.

### NC 다이노스시절

#### 2013년 시즌
7월 23일~7월 24일 삼성전에 출장해 각각 4타수 3삼진 무안타, 1타수 무안타를 기록했고, 7월 26일 KIA전에서 이호준의 대주자로 교체 후 이현곤의 타석에서 대타 교체를 끝으로 계속 2군에만 있었다. 시즌 3경기에 출전해 5타수 무안타를 기록했다.
팔꿈치 수술로 인해 단 3경기에만 출장했다.

#### 2014년 시즌
6월 14일 한화전에서 송광민의 파울 라인 쪽으로 휘어지는 타구를 다이빙 캐치로 잡아내는 호수비를 보여줬다. 하지만 6월 27일 롯데전 후에 다시 2군으로 내려갔다. 시즌 총 6경기에 출전해 4타수 2안타, 1득점, 1도루를 기록했다.

#### 2015년 시즌
8월 20일 전날 주루 플레이 중 손가락 부상을 당한 김종호가 1군에서 말소되며 시즌 첫 엔트리에 포함됐다. 수비와 주루에서는 좋은 모습을 보였지만 타격 부분에서 약한 모습을 보이며 대부분의 경기 중후반에 대주자 및 대수비로 출전했다. 2군에서는 타율 0.348로 김태진에 이어 중부 리그 타율 2위를 기록했다.

#### 2016년 시즌
선구안과 훌륭한 수비력으로 준주전 선수로 도약했다. 선발 출전시 이종욱을 대신해 중견수로 기용됐다. 시즌 122경기에 출전해 2할대 타율, 60안타(1홈런), 12타점, 66볼넷을 기록했다.

#### 2017년 시즌
시즌 104경기에 출전해 2할대 타율, 31안타, 8타점을 기록했다.

### 상무 야구단시절
2018년에 입단했다.

### NC 다이노스복귀

#### 2020년 시즌
주로 대수비와 대주자로 출장했다. 시즌 45경기에 출전해 2할대 타율, 14안타(1홈런), 8득점, 5타점을 기록했다.

#### 2021년 시즌
시즌 13경기에 출전해 1할대 타율, 2안타, 1타점을 기록했다. 10월 7일에 방출됐다.

### 키움 히어로즈시절
2021년 12월에 입단하였다. 2023년 10월에 방출됐고, 은퇴를 선언했다.

## 야구선수 은퇴 후
2024년에는 상무 야구단의 코치로 활동했다.
2025년에는 키움 히어로즈의 코치로 활동한다.

## 등번호
- '105' (2013년)
- '68' (2013년, 2019년)
- '15' (2014년)
- '1' (2015년 ~ 2017년, 2020년 ~ 2021년)
- '14' (2022년)
- '10' (2022년 ~ 2023년)

## 출신 학교
- 서울길동초등학교
- 건국대학교 사범대학 부속중학교
- 장충고등학교
- 고려대학교

## 통산 기록
| 연도 | 팀명   | 타율  | 경기 | 타수 | 득점 | 안타 | 2루타 | 3루타 | 홈런 | 루타 | 타점 | 도루 | 도실 | 볼넷 | 사구 | 삼진 | 병살 | 실책 |
| ---- | ------ | ----- | ---- | ---- | ---- | ---- | ----- | ----- | ---- | ---- | ---- | ---- | ---- | ---- | ---- | ---- | ---- | ---- |
| 2013 | NC     | 0.000 | 3    | 5    | 0    | 0    | 0     | 0     | 0    | 0    | 0    | 0    | 0    | 0    | 0    | 3    | 0    | 0    |
| 2014 | NC     | 0.500 | 6    | 4    | 1    | 2    | 0     | 0     | 0    | 2    | 0    | 0    | 0    | 1    | 0    | 1    | 0    | 0    |
| 2015 | NC     | 0.277 | 30   | 44   | 12   | 10   | 0     | 0     | 0    | 10   | 2    | 2    | 1    | 10   | 0    | 10   | 1    | 1    |
| 2016 | NC     | 0.261 | 122  | 253  | 60   | 66   | 7     | 1     | 1    | 78   | 12   | 2    | 5    | 66   | 2    | 62   | 4    | 1    |
| 2017 | NC     | 0.250 | 104  | 124  | 19   | 31   | 2     | 1     | 0    | 35   | 8    | 2    | 2    | 15   | 1    | 27   | 3    | 2    |
| 2019 | NC     | 0.250 | 8    | 16   | 0    | 4    | 0     | 0     | 0    | 4    | 1    | 0    | 0    | 2    | 0    | 2    | 0    | 0    |
| 2020 | NC     | 0.215 | 45   | 65   | 8    | 14   | 1     | 0     | 1    | 18   | 5    | 0    | 0    | 10   | 0    | 9    | 3    | 0    |
| 2021 | NC     | 0.167 | 13   | 14   | 3    | 2    | 0     | 1     | 0    | 4    | 1    | 0    | 0    | 2    | 0    | 0    | 0    | 0    |
| 2022 | 키움   | 0.192 | 111  | 317  | 43   | 61   | 10    | 2     | 1    | 78   | 28   | 1    | 1    | 64   | 8    | 71   | 4    | 3    |
| 2023 | 키움   | 0.222 | 76   | 189  | 25   | 42   | 7     | 0     | 0    | 49   | 14   | 0    | 0    | 26   | 1    | 57   | 2    | 0    |
| 통산 | 10시즌 | 0.225 | 518  | 1029 | 171  | 232  | 27    | 5     | 3    | 278  | 71   | 8    | 9    | 196  | 12   | 242  | 17   | 7    |